# Cubaris lacustris
Cubaris lacustris är en kräftdjursart som först beskrevs av Karl Wilhelm Verhoeff 1926.  Cubaris lacustris ingår i släktet Cubaris och familjen Armadillidae. Inga underarter finns listade i Catalogue of Life.